# Maria-Magdalenen-Kirche (Templin)

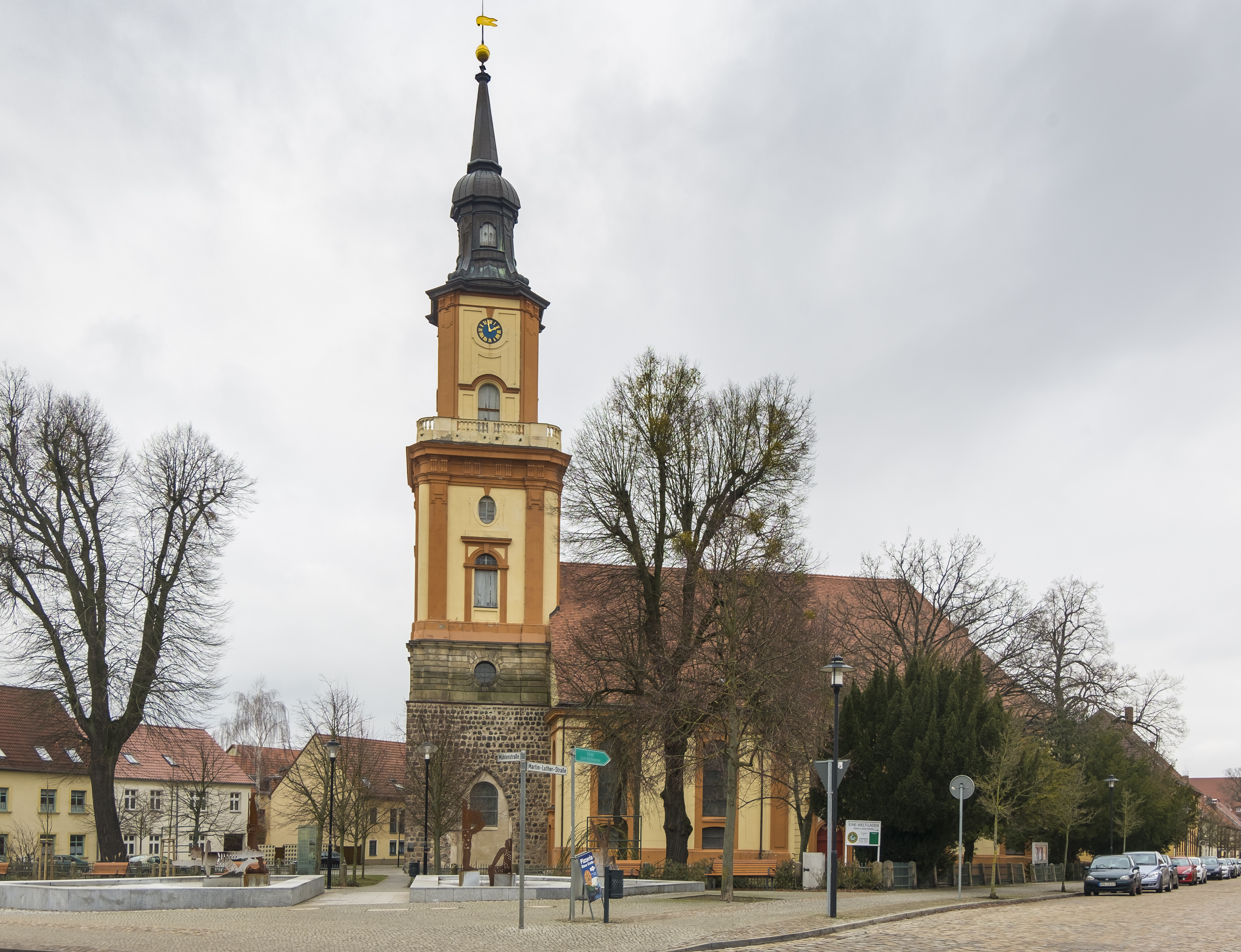
Maria-Magdalenen-Kirche

Die Maria-Magdalenen-Kirche ist die evangelische Stadtpfarrkirche der Stadt Templin in Brandenburg. Sie gehört zum Kirchenkreis Oberes Havelland der Evangelischen Kirche Berlin-Brandenburg-schlesische Oberlausitz und befindet sich im Zentrum der Templiner Altstadt. Die Kirche, Mitte des 18. Jahrhunderts als viertes Gotteshaus an dieser Stelle errichtet, ist als einziges Gebäude im Stadtmauerring in Ost-West-Richtung ausgerichtet.

## Architektur und Geschichte

### Vorgeschichte
Der älteste Kirchenbau aus Feldsteinen ist im 13. Jahrhundert nachgewiesen, er brannte 1492 nieder. Ein dann errichteter Neubau stand bis 1530, die nächste Kirche bis 1618. 1539 wurde dort die Reformation eingeführt. Die bis dahin als Sankt-Marien-Kirche benannte Kirche erhielt zugleich ihren heutigen Namen.
Der nächste Bau brannte bei einem Stadtbrand am 24. August 1735 nieder. Erhalten blieb neben dem Stumpf des Turmes auch die Sakristei. Dieser Bau hatte ein hohes steiles Dach und einen abgetreppten Turm, der den noch heute erhaltenen Tortürmen ähnelte. Im Inneren verfügte diese Kirche wohl über ein gotisches Kreuzrippengewölbe. Die Sakristei stammt aus dem 15. Jahrhundert und ist mit einem fünfteiligen Rippengewölbe versehen. Geschnitzte Möbel aus dem 17. und 18. Jahrhundert bilden ihre Ausstattung.

### Bau und Architektur
Die dreischiffige Backsteinkirche, nach Plänen des Berliner Architekten K. S. Schmidt errichtet und 1749 eingeweiht, entstand an der Stelle des 1735 zerstörten spätgotischen Vorgängerbaus. Reste der Vorgängergebäude einschließlich des Sockels aus Feldsteinen wurden in den Neubau einbezogen. Der Bau des Kirchturms zog sich bis 1751 hin.
Das Gotteshaus ist als Hallenumgangskirche gebaut und wird von vier Jochen gestützt. Der Kirchturm befindet sich westlich des Schiffs. Östlich befindet sich der polygonal abgeschlossene Chor. Die Fassade ist verputzt und wird durch große Rundbogenfenster und besonders hervorgehobene Schlusssteine gegliedert. Gerahmt werden die Fenster von flachen Bändern und mit vertieften Spiegelflächen. Auf der Nordseite des Chors befinden sich Strebepfeiler. An der Südseite besteht eine große Portalnische. Sie ist von Pilastern gefasst, segmentbogig geschlossen und als Schauseite gestaltet. Oberhalb des ebenfalls von Pilastern gerahmten Portals befinden sich eine geschwungene Verdachung sowie eine Inschriftentafel. Darüber ist ein Rundbogenfenster auf einem genuteten Nischengrund angeordnet.

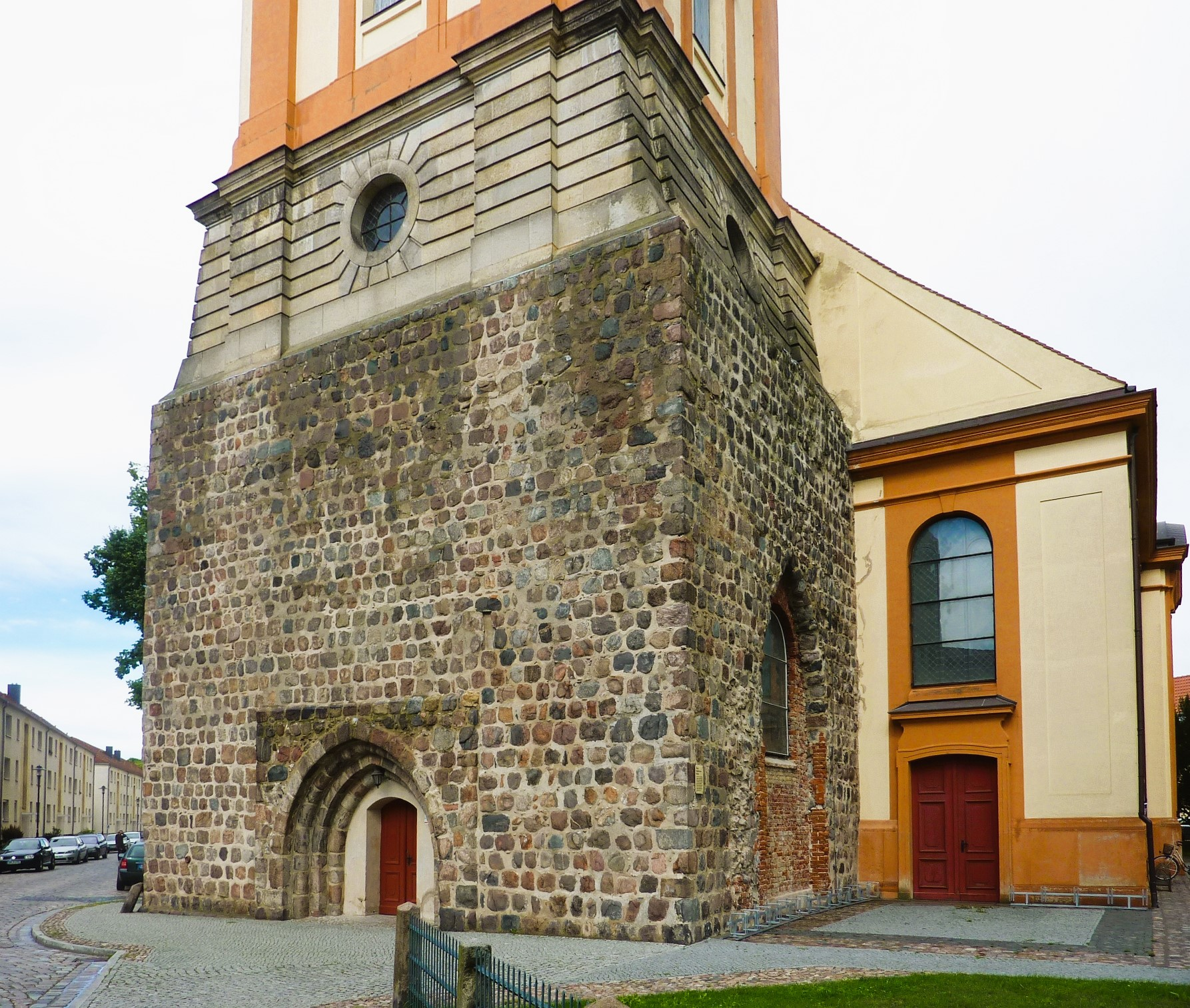
Westseite

Auf der Westseite im Untergeschoss des 70 Meter hohen Turms befindet sich ein vierfach gestuftes, als Spitzbogen ausgeführtes Portal. Dieses ist von einer flachen rechteckigen Vorlage umrahmt. Die Stufen des Gewändes sind wechselnd gratig und abgerundet gestaltet. Während der Turm in seinem unteren Geschoss querrechteckig ausgebildet ist, verfügen die oberen verputzten Geschosse über einen quadratischen Grundriss. Am Übergang vom Unter- zu den Obergeschossen besteht ein niedriges, mit Rustika verziertes Geschoss. Die Außenwände dieses Geschosses sind schräg, so dass sich der Turm nach oben verjüngt. Mittig in den Wänden befindet sich ein kreisrundes Fenster. Das darüber liegende Turmgeschoss hat abgerundete Ecken, die von Pilastern gerahmt werden. Die Pilaster laufen in ein Gebälk mit Brüstungen aus. Das zweite Obergeschoss des Turms ist deutlich zurückgesetzt. Durch die auf den Ecken angeordneten Pilaster ergibt sich dort ein fast oktogonaler Grundriss. Bekrönt wird der Kirchturm von einer Laterne, die ihrerseits in einen Spitzhelm ausläuft.
Das Wohnhaus des Pfarrers mit Pfarrgarten befindet sich nördlich der Kirche, das Gemeindehaus gegenüber dem Sakristeieingang.

### Innengestaltung

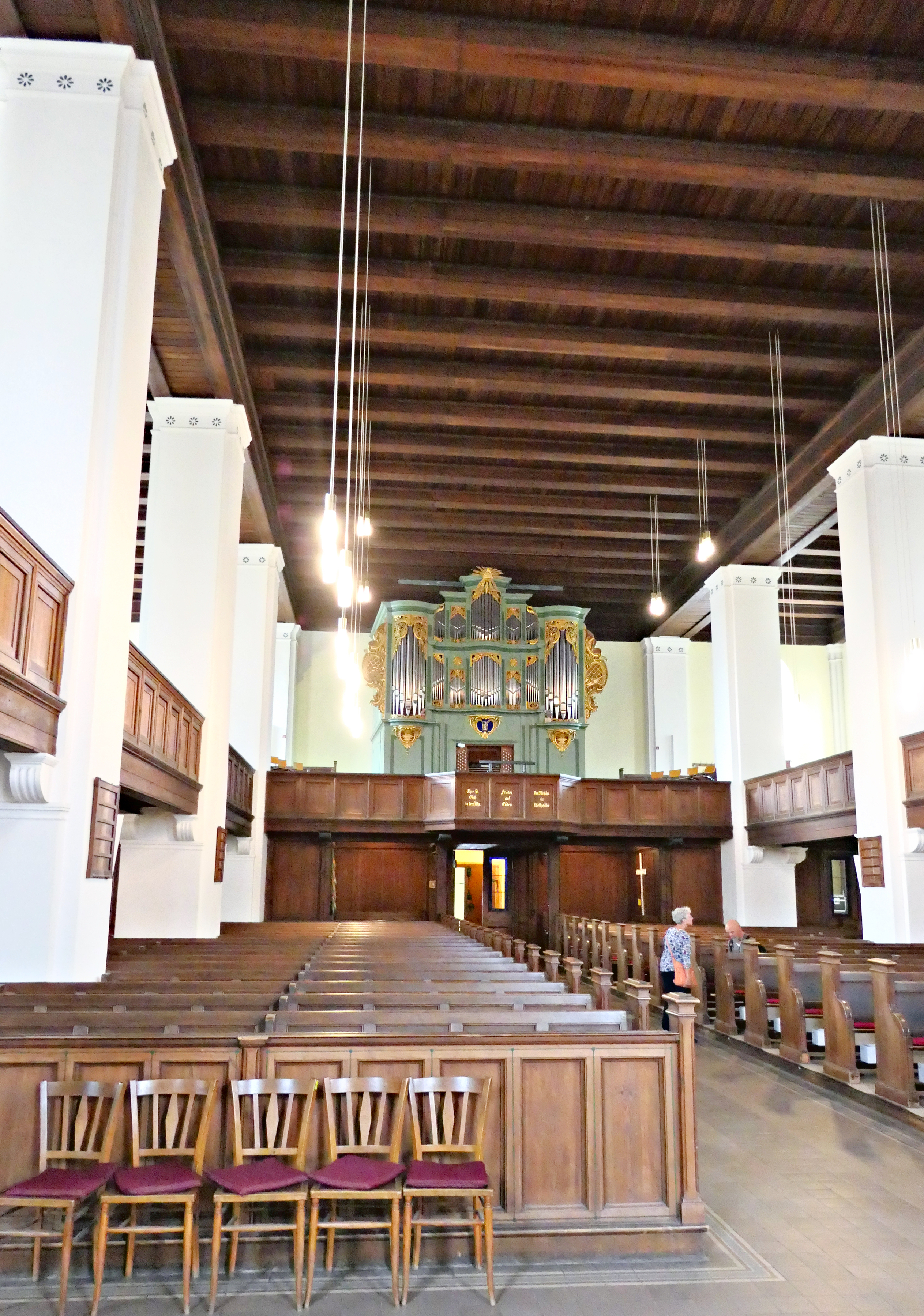
Blick zur Orgelempore

Das Kircheninnere wird von einer Balkendecke überspannt. Diese ruht auf quadratischen Pfeilern, die auf allen Seiten mit flachen Rechteckvorlagen versehen sind. Ihnen sind an den Außenwänden Pilaster auf flachen Rücklagen zugeordnet.
Der Chor verfügt über geknickte Pfeiler und ist im Inneren dreiseitig. Er wird von einem sechsseitigen Umgang umfangen. Die Raumaufteilung und die Anordnung der Pfeiler gehen vermutlich auf den Vorgängerbau aus dem 15. Jahrhundert zurück.
Auf der Westseite und in den Seitenschiffen befindet sich eine umlaufende Empore. Sie entstand bei einer Neueinrichtung des Kircheninneren im Stil des Spätklassizismus in den Jahren 1877/1878.
In der Kirche steht ein eiserner Opferkasten mit aufwändigen Beschlägen, der auf das Jahr 1748 datiert wird.
Das Kircheninnere wurde 1963, die Fassade in den Jahren 1995 bis 1998 restauriert. Am 3. Mai 1970 wurde in der Kirche die spätere deutsche Bundeskanzlerin Angela Merkel konfirmiert.
Im Vorraum der Kirche sind Gedenktafeln und eine Gedenkwand für alle Templiner Toten aus früheren Kriegen angeordnet: von den 1870/1871-Kämpfen bis zum Zweiten Weltkrieg.

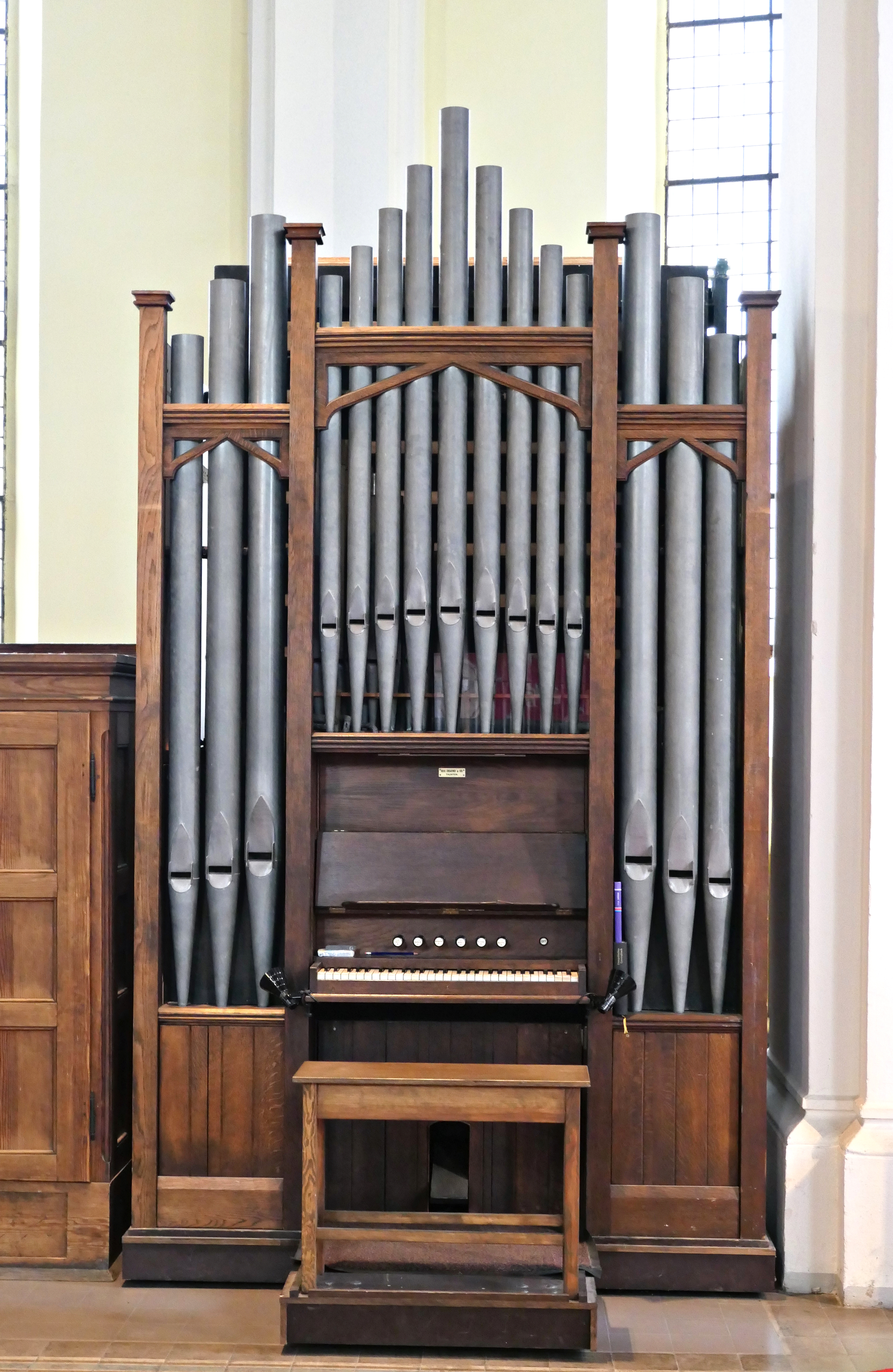
Osmond-Chororgel

## Orgeln
Auf der Empore sieht der Betrachter den Orgelprospekt im Stil des Rokoko der nicht erhaltenen Barockorgel von Gottlieb Scholtze aus dem Jahr 1769. 1855 baute der Berliner Orgelbauer Carl August Buchholz eine neue Orgel in das alte Gehäuse. 1921 errichtete die Dresdner Firma Jehmlich eine dem Zeitgeist der Orgelbewegung entsprechende 3-manualige neue Orgel wiederum im alten Gehäuse. Im Jahr 1994 wurde mit Hilfe von Spenden eine neue Schuke-Orgel angeschafft, die die Vorgängerorgel von Jehmlich komplett (bis auf einige wiederverwendete Holzpfeifen) ersetzte. Die drei Manuale (Hauptwerk, Oberwerk und Schwellwerk mit jeweils zehn Registern) und das Pedal mit acht Registern spielen somit 38 klingende Register auf vollmechanischen Schleifladen an. Hinzu kommen sechs Normalkoppeln, zwei Tremulanten und ein Zimbelstern mit zwei Sonnen. Die Disposition entwarfen Rudolf Nehm und Klaus-Jürgen Gundlach.
2014 ersetzte eine Chororgel aus Torquay im Altarraum ein Serienpositiv von Fa. Sauer. Sie wurde von George Osmond 1940 errichtet und besitzt ein Manual mit sechs Registern (davon vier im Schwellkasten).